# Pteris delchampsii
Pteris delchampsii är en kantbräkenväxtart som beskrevs av Warren Herbert Wagner och Nauman. Pteris delchampsii ingår i släktet Pteris och familjen Pteridaceae. Inga underarter finns listade.